# Chris Paul
Christopher Emmanuel Paul (Winston-Salem, Sjeverna Karolina, 6. svibnja 1985.) američki je profesionalni košarkaš. Igra na poziciji razigravača, a trenutačno je član NBA momčadi Golden State Warriorsa. Izabran je u 1. krugu (4. ukupno) NBA drafta 2005. od strane New Orleans Hornetsa,odnosno današnjih New Orlans Pelicans. Paul je trostruki NBA All-Star, te je jednom izabran u All-NBA momčad i dva puta u All-Defensive momčad. U sezoni 2005./06. Paul je proglašen novakom godine te je s američkom reprezentacijom osvojio broncu na Svjetskom prvenstvu u Japanu 2006. i zlatnu medalju na Olimpijskim igrama u Pekingu 2008. godine.

## Rani život i srednja škola
Paul je rođen u Winston-Salemu u saveznoj državi Sjeverna Karolina kao drugi sin Charlesa Edwarda Paula i Robin Jones. Pohađao je srednju školu West Forsyth High School. U sezoni 2002./03., kao senior, Paul je prosječno postizao 30,8 poena, 5,9 skokova, 9,5 asistencija i 6 ukradenih lopta po utakmici. Time je izabran u McDonald's All-American momčad te je 2003. godine primio nagradu "North Carolina's Mr. Basketball" za najboljeg igrača godine. Predvodio je momčad do 27-3 omjera i finalne utakmice 4A državnog prvenstva. U čast svoga djeda, Paul je u jednoj utakmici postigao 61 poen, njegov djed je samo nekoliko dana prije utakmice bio pretučen na smrt (tijekom provale) na kućnome pragu. Postigao je poen za svaku godinu života koju je njegov djed proživio. U jednom je trenutku pucao slobodna bacanja i namjerno promašio slobodno bacanje kako bi ostao na 61 poenu i zatim se sam izvadio iz utakmice i sjeo na klupu. Iako je lako mogao prestići rekord škole od 66 poena. 

## Sveučilište
Nakon srednje škole, Paul se odlučio na pohađanje sveučilišta Wake Forest. Svoju momčad, Paul je predvodio do dva nastupa u NCAA natjecanju i jedne NCAA završnice. Na svojoj prvoj godini sveučilišta, Paul je izabran za "ACC" novaka godine te je u svojoj sophomore sezoni izabran u ACC All-Defensive momčad i All-American momčad. Nakon završetka druge godine sveučilišta, Paul se odlučio prijaviti na NBA draft. 

## NBA karijera

### Sezona 2005./06.
Izabran je kao 4. izbor NBA drafta 2005. od strane New Orleans Hornetsa. Zbog štete kojeg je nanio uragan Katrina, Paul je bio prisiljen odigrati samo tri utakmice u New Orleans Areni, prije odlaska Hornetsa u Oklahomu City. U svojoj rookie sezoni, Paul je prosječno postizao 16,1 poena, 5,1 skokova, 7,8 asistencija i 2,2 ukradene lopte po utakmici te je sve novake predvodio u poenima, asistencijama, ukradenim loptama i odigranim minutama. Nakon završetka sezone, Paul je proglašen novakom godine te je izabran u All-Rookie momčad. 2. travnja 2006., u utamici s Toronto Raptorsima, Paul je ostvario svoj prvi triple-dobule učinak postigavši 24 poena, 12 skokova i 12 asistencija.

### Sezona 2006./07.
U svojoj drugoj sezoni, Paul je bio često ozlijeđen ali je ipak nastavio sa sjajnim igrama te je prosječno postizao 17,3 poena, 4,4 skokova, 8,9 asistencija i 1,8 ukradenih lopta. Paul nije bio izabran na All-Star utakmicu 2007., ali je bio izabran da zamjeni Stevea Nasha na PlayStation Skills Challengeu. Također je nastupao i na T-Mobile Rookie Challengeu gdje je kao član sophomorea, postigao 17 asistencija i 9 ukradenih lopti što su rekordi utakmice. Poslije utakmice, Paul je u kratkom intervjuu izjavio da će iduće sezone sigurno biti izabran na All-Star utakmicu zbog toga što se ona održavala uptravo u New Orleansu.

### Sezona 2007./08.
U sezoni 2007./08. Hornetsi se vraćaju u grad New Orleans, a Paul značajno popravlja statistku te se nameće kao jedan od glavnih kandidata za nagradu za najkorisnijeg igrača NBA lige. Prosječno je postizao 21,1 poena, 4 skokova, 11,6 asistencija i 2,71 ukradenih lopti po utakmici te je za svoje zasluge, zajedno sa suigračem Davidom Westom, izabran za sudjelovanje na All-Star utakmici. Sa svojih 16 poena, 14 asistencija i 5 ukradenih lopti predvodio je Zapad, ali Istok je ipak bio jači te je odnio pobjedu rezultatom 134:128. Također je nastupao i na Skills Challengeu gdje je u posljednjem krugu izgubio od Derona Williamsa. Nakon All-Star stanke, Paul je anstavio sa sjajnim igrama te je svoje Hornetse odveo do jednog od najboljih omjera na Zapadu. 17. ožujka 2008., u utakmici s Chicago Bullsima, Paul je postigao 37 poena, 13 asistencija i 3 ukradenih lopti te je time svoju momčad odveo na vrh NBA lige, da bi nekoliko tjedana kasnije i osigurao Hornetsima ulazak u doigravanja po prvi puta nakon 2004. godine. Hornetsi su sezonu završili s najboljim omjerom u povijesti franšize 56-26, te su zauzeli drugo mjesto na Zapadu. U prvoj utakmici doigravanja, protiv Dallas Mavericksa, Paul je postigao 35 poena, od toga 24 u drugom poluvremenu, 10 asistencija i 4 ukradene lopte. U drugoj utakmici serije, Paul je postigao 32 poena i 17 asistencija čime je odveo svoju momčad do pobjede 127:103 i rezultata u seriji 2:0. Mavericksi su uspjeli smanjiti vodstvo, ali je u petoj utakmici s 24 poena, 11 skokova i 15 asistencija, Paul zapečatio prolaz Hornetsa rezultatom u seriji 4:1. U drugom krugu doigravanja, Hornetsi se susreću sa San Antonio Spursima koji ih svladavaju tek nakon sedme utakmice. Na kraju sezone Paul je završio kao drugi, iza Kobea Bryanta, u poretku za najkorisnijeg igrača lige te je izabran i u All-NBA prvu petorku. Te iste sezone, Paul je potpisao trogodišnje, s mogućnosti produženja i na četiri, produženje ugovora vrijedno 68 milijuna dolara čime će biti član Hornetsa sve do 2011. godine.

### Sezona 2008./09.
U sezoni 2008./09. Paul je igrao sjajno te je drugu sezonu zaredom predvodio ligu u asistencijama i ukradenim loptama. Prosječno je postizao 22,8 poena, 5,5 skokova, 11 asistencija i 2,8 ukradenih lopti uz šut iz igre od 50,3%. Kao i prethodne sezone, Paul je bio izabran na All-Star utakmicu gdje je zajedno s Kobeom Bryantom i Shaquilleom O'Nealom odveo Zapad do pobjede. 17. prosinca 2008. Paul je srušio 22 godine star rekord NBA lige po broju uzastopnih utakmica s minimalno jednom ukradenom loptom te je postavio novi s čak 108 uzastopnih utakmica. Nakon završetka sezone, Paul je uvršten u All-Defensive prvu petorku i u All-NBA drugu petorku. Također je bio i među kandidatima za najkorisnijeg igrača gdje je završio kao peti u poretku iza LeBrona Jamesa, Kobea Bryanta, Dwyanea Wadea i Dwighta Howarda.

## Američka reprezentacija
Kao član mlade američke reprezentacije, Paul je ostvario deset nastupa sve do 4. kolovoza 2006. kada je u prijateljskoj utakmici s Puerto Ricom debitirao u dresu seniorske reprezentacije. Na Svjetskom prvenstvu u Japanu 2006., Paul je s momčadi ostvario omjer 8-1 te je osvojio brončanu medalju. Dvije godine kasnije, na Olimpijskim igrama u Pekingu 2008., Paul je bio član Redeem Teama (hrv. "Iskupljenička momčad") koji je osvojio zlatnu medalju.

## NBA statistika

### Regularni dio
| Godina    | Klub               | Odig. uta. | Uta. poč. | Min. | 2P%  | 3P%  | Sl. bac.% | Skok. | Asist. | Ukr. lop. | Blok. | Poena |
| --------- | ------------------ | ---------- | --------- | ---- | ---- | ---- | --------- | ----- | ------ | --------- | ----- | ----- |
| 2005./06. | N.O./Oklahoma City | 78         | 78        | 36,0 | .430 | .282 | .847      | 5,1   | 7,8    | 2,2       | .1    | 16,1  |
| 2006./07. | N.O./Oklahoma City | 64         | 64        | 36,8 | .437 | .350 | .818      | 4,4   | 8,9    | 1,8       | .1    | 17,3  |
| 2007./08. | New Orleans        | 80         | 80        | 37,6 | .488 | .369 | .851      | 4,0   | 11,6   | 2,7       | .1    | 21.1  |
| 2008./09. | New Orleans        | 78         | 78        | 38,3 | .503 | .364 | .868      | 5,5   | 11,0   | 2,8       | .1    | 22,8  |
| Ukupno    |                    | 300        | 300       | 37,1 | .470 | .344 | .849      | 4,8   | 9,9    | 2,4       | .1    | 19,4  |
| All-Star  |                    | 2          | 1         | 27,0 | .500 | .333 | .000      | 3,0   | 14,0   | 4,0       | .0    | 16,0  |

### Doigravanje
| Godina    | Klub        | Odig. uta. | Uta. poč. | Min. | 2P%  | 3P%  | Sl. bac.% | Skok. | Asist. | Ukr. lop. | Blok. | Poena |
| --------- | ----------- | ---------- | --------- | ---- | ---- | ---- | --------- | ----- | ------ | --------- | ----- | ----- |
| 2007./08. | New Orleans | 12         | 12        | 40,5 | .502 | .238 | .785      | 4,9   | 11,3   | 2,3       | .2    | 24,1  |
| 2008./09. | New Orleans | 5          | 5         | 40,2 | .411 | .313 | .857      | 4,4   | 10,4   | 1,6       | .0    | 16,6  |
| Ukupno    |             | 17         | 17        | 40,4 | .480 | .270 | .800      | 4,8   | 11,0   | 2,1       | .1    | 21,9  |

## Vanjske poveznice
- Službena stranica
- Profil na NBA.com
- Profil  Arhivirana inačica izvorne stranice od 12. svibnja 2013. (Wayback Machine) na Basketball-Reference.com